# علامات وأعراض فيروس العوز المناعي البشري/الإيدز

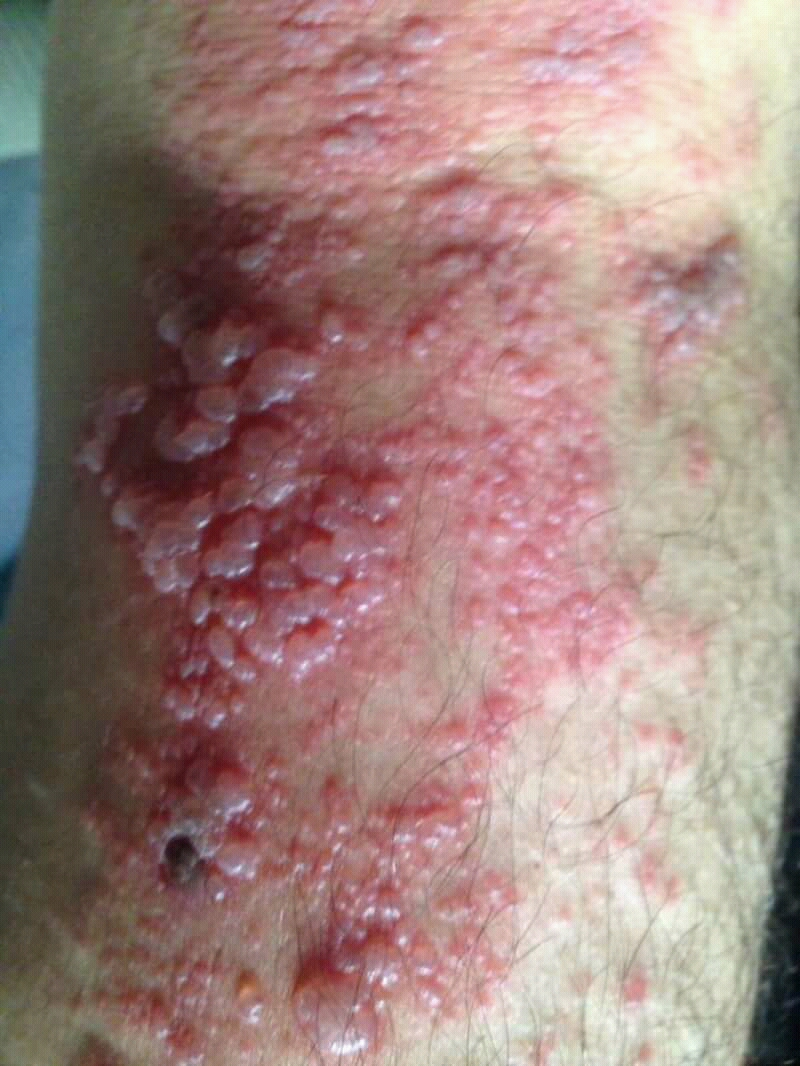
حويصلات تظهر في الجزء العلوي من الجسم وعادة ما يتم الخلط بينها وبين الحزام الناري (هربس زوستر)، لكن في الواقع هي إحدى العلامات التي تشير إلى الإصابة بفيروس نقص المناعة البشرية (HIV).

تشمل مراحل العدوى بفيروس العوز المناعي البشري العدوى الحادة (تُعرف أيضًا بالعدوى الأولية)، وكمون الفيروس والإيدز. تستمر العدوى الحادة لعدة أسابيع وقد تشمل العديد من الأعراض مثل الحمى، وتضخم العقد اللمفية، والتهاب البلعوم، والطفح الجلدي، والألم العضلي، والتوعك والقرحات الفموية والمريئية. تنعدم الأعراض أو تقل في مرحلة الكمون الممتدة من أسبوعين إلى عشرين عام أو أكثر حسب كل فرد. يمثل الإيدز المرحلة الأخيرة للإصابة بفيروس «إتش آي في»، ويُعرف بانخفاض تعداد الخلايا التائية «سي دي 4+» (أقل من 200 لكل ميكرولتر)، والعدوى الانتهازية المتعددة، والسرطانات وحالات أخرى.

## الإيدز
تنتج أعراض الإيدز بشكل أولي عن الحالات التي لا تتطور عادةً لدى الأفراد ذوي الجهاز المناعي السليم. تتألف معظم هذه الحالات من العدوى الانتهازية الناتجة عن البكتيريا، والفطريات والطفيليات التي تكبحها عادةً عناصر الجهاز المناعي التالفة بسبب «إتش آي في». تؤثر هذه العدوى على جميع الأجهزة الأعضاء تقريبًا.
يشير انخفاض نسبة «سي دي 4+» / «سي دي 8+» إلى تقدم «إتش آي في» إلى الإيدز.
يزداد خطر تطوير عدد من السرطانات لدى المصابين بالإيدز، مثل ساركوما كابوزي، وسرطان عنق الرحم وسرطانات الجهاز المناعي التي تُعرف باللمفوما. بالإضافة إلى ذلك، يظهر المصابون بالإيدز غالبًا العديد من الأعراض الجهازية للعدوى مثل الحمى، والتعرق (في الليل على وجه التحديد)، وتورم الغدد، والقشعريرة، والضعف وخسارة الوزن. تعتمد العدوى الانتهازية المحددة التي يطورها مرضى الإيدز جزئيًا على انتشار هذه العدوى في المنطقة الجغرافية التي يقطنها المريض.

### الرئوي
يطور المصابون بفيروس «إتش آي في» بشكل شائع ذات الرئة بالمتكيسة الجؤجؤية (بّي سي بّي) (تُعرف في الأصل باسم الالتهاب الرئوي بالمتكيسة الجؤجؤية) التي يندر حدوثها لدى الأشخاص السليمين ذوي الأهلية المناعية. تنتج هذه الحالة عن المتكيسة الرئوية الجؤجؤية.
قبل مجيء التشخيص والعلاج الفعال والوقاية الروتينية في الدول الغربية، كانت ذات الرئة هذه إحدى أكثر مسببات الوفاة المباشرة شيوعًا. في الدول النامية، ما تزال إحدى المؤشرات الأولى على الإصابة بالإيدز لدى الأفراد غير المفحوصين، على الرغم من عدم حدوثها ما لم يقل تعداد «سي دي 4» عن 200 خلية لكل ميكرولتر من الدم.
يتفرد السل (تي بي) من بين أشكال العدوى المرتبطة بفيروس «إتش آي في» بقدرته على الانتقال لدى الأشخاص ذوي الأهلية المناعية عبر الطريق التنفسي، إلى جانب صعوبة علاجه بعد تحديده. تشكل المقاومة المتعددة للأدوية مشكلة خطرة. يُعد السل المترافق مع عدوى مصاحبة لفيروس «إتش آي في» (تي بي / إتش آي في) مشكلة صحية عالمية كبرى وفقًا لمنظمة الصحة العالمية: في عام 2007، كانت 456,000 حالة وفاة من بين وفيات السل الحادثة إيجابية لفيروس «إتش آي في»، أي ثلث إجمالي وفيات السل وما يقارب ربع وفيات «إتش آي في» البالغة 2 مليون حالة وفاة في تلك السنة.
ينخفض معدل حدوث الفيروس في الدول الغربية نتيجة استخدام العلاج مباشر الملاحظة وغيره من الممارسات المحسنة، لكن يختلف الحال في الدول النامية حيث ينتشر فيروس «إتش آي في» بكثرة. يظهر السل بشكل نموذجي في المرحلة المبكرة من الإصابة بالفيروس (تعداد «سي دي4» < 300 خلية لكل ميكرولتر) كمرض رئوي. غالبًا ما يظهر السل في مراحل «إتش آي في» المتقدمة بشكل غير نموذجي سمة مشتركة مع المرض خارج الرئوي (الجهازي). عادة ما تتصف الأعراض بالبنيوية، إذ لا تتركز في موقع محدد، وغالبًا ما تشمل نخاع العظم، والعظم، والسبل الهضمية والبولية، والكبد، والعقد اللمفية الناحية والجهاز العصبي المركزي.

### الهضمي
التهاب المريء هو التهاب بطانة المريء (أنبوب البلع أو المريء المؤدي إلى المعدة) ونهايته السفلية. لدى الأفراد المصابين بفيروس «إتش آي في»، يحدث ذلك عادةً بسبب العدوى الفطرية (داء المبيضات) أو الفيروسية (فيروس الهربس البسيط 1 أو الفيروس المضخم للخلايا). في بعض الحالات النادرة، ينتج التهاب المريء عن المتفطرات.
يعود الإسهال المزمن متعذر التفسير في إصابات «إتش آي في» إلى عدد من الأسباب المحتملة، بما في ذلك البكتيريا الشائعة (سلمونيلا، أو شيغيلا، أو لستيريا أو العطيفة) والعدوى بالطفيليات؛ والعدوى الانتهازية غير الشائعة مثل داء خفيات الأبواغ، وداء البوغيات الخفية، ومركّبة مايكوباكتيريوم آفيوم (إم إيه سي) والفيروسات، مثل الفيروسات النجمية، والفيروسات الغدانية، والفيروس العجلي والفيروس المضخم للخلايا (الأخير كجزء من التهاب القولون).
في بعض الحالات، ينتج الإسهال كعرض جانبي للعديد من الأدوية المستخدمة في علاج «إتش آي في»، أو قد يصاحب عدوى «إتش آي في» ببساطة، خاصة خلال عدوى «إتش آي في» الأولية. قد يحدث أيضًا كأحد الأعراض الجانبية للمضادات الحيوية المستخدمة في علاج البكتيريا المسببة للإسهال (يشيع ذلك مع الكلوستريديوم العسير). من المعتقد في المراحل الأخيرة من الإصابة بفيروس «إتش آي في»، يحدث الإسهال كانعكاس لتغيرات طريقة امتصاص القناة المعوية للمغذيات، وقد يلعب دورًا هامًا في الهزال المرتبط يفيروس «إتش آي في».

### العصبي والنفسي
تؤدي الإصابة بفيروس «إتش آي في» إلى عدد من العقابيل العصبية النفسية المختلفة، إما عن طريق عدوى الجهاز العصبي الذي أصبح عرضة للعدوى بمختلف الأحياء المرضية، أو كنتيجة مباشرة للمرض نفسه.
داء المقوسات هو مرض ناتج عن طفيلي وحيد الخلية يُدعى المقوسة الغوندية؛ عادةً ما يصيب الدماغ مسببًا التهاب الدماغ بالمقوسات، لكن يمكنه أيضًا إصابة العينين والرئتين. التهاب السحايا بالمستخفيات هو عدوى السحايا (الأغشية المغطية للدماغ والنخاع الشوكي) الناتجة عن فطريات المستخفية المورمة. قد تسبب هذه العدوى الحمى، والصداع، والإعياء، والغثيان والتقيؤ. قد يعاني المرضى أيضًا من النوبات والالتباس؛ تصبح مميتة في حال عدم معالجتها.
اعتلال بيضاء الدماغ متعدد البؤر هو داء مزيل للميالين، يحدث فيه تدمير تدريجي لغمد الميالين الذي يغمد المحاور العصبية ما يؤدي إلى إضعاف النقل العصبي. ينتج المرض عن فيروس «جيه سي» الذي يبقى في شكله الكامن لدى 70% من الإصابات، إذ لا يسبب ظهور المرض إلا في حالة ضعف الجهاز المناعي الشديد الملاحظة لدى مرضى الإيدز. يتميز المرض بتقدمه السريع، وعادةً ما يؤدي إلى الموت خلال أشهر بعد التشخيص.
الخرف المرتبط بفيروس «إتش آي في» (إتش إيه دي) هو اعتلال دماغي أيضي ناتج عن العدوى بفيروس «إتش آي في» ومحفز بواسطة التنشيط المناعي للخلايا البلعمية الكبيرة والخلايا الدبقية الصغيرة في الدماغ المصاب بفيروس «إتش آي في». تؤدي إصابة هذه الخلايا بفيروس «إتش آي في» إلى زيادة إنتاجها وإفرازها السموم العصبية في كل من المنشأين الفيروسي والمضيف. تظهر الاضطرابات العصبية المحددة جلية في الشذوذات المعرفية والسلوكية والحركية، إذ تحدث بعد سنوات من الإصابة بفيروس «إتش آي في» وترتبط مع انخفاض مستويات الخلايا التائية «سي دي 4+» وارتفاع الحمل الفيروسي البلازمي.
يبلغ معدل الانتشار في الدول الغربية 10-20% ولا يتجاوز 1-2% من إصابات «إتش آي في» في الهند. قد ترجع هذه الاختلافات إلى نوع «إتش آي في» الفرعي في الهند. يمكن ملاحظة الهوس المرتبط بالإيدز أحيانًا لدى المرضى المصابين بمراحل متقدمة من فيروس «إتش آي في»؛ يتظاهر بتهيجية واضطراب معرفي أكبر وشمق أقل بالمقارنة مع نوبات الهوس المرتبطة باضطراب ثنائي القطب الحقيقي. بعكس الحالة الأخيرة، قد يتميز الهوس المرتبط بالإيدز بمساره المزمن. ينخفض ظهور هذه المتلازمة مع ظهور العلاج متعدد الأدوية.